# Dwars door Vlaanderen 2018
73. edycja wyścigu kolarskiego Dwars door Vlaanderen odbyła się w dniu 28 marca 2018 roku i liczyła 180,1 km. Start wyścigu miał miejsce w Roeselare a meta w Waregem. Wyścig figurował w rankingu światowym UCI World Tour 2018.

## Uczestnicy
Na starcie tego klasycznego wyścigu stanęło 25 zawodowych ekip, siedemnaście drużyn jeżdżących w UCI World Tour 2018 i osiem profesjonalnych zespołów zaproszonych przez organizatorów z tzw. „dziką kartą”.
| Numery  | Kod | Drużyna                   |
| ------- | --- | ------------------------- |
| 1-7     | QST | Quick-Step Floors         |
| 11-17   | BMC | BMC Racing Team           |
| 21-27   | ALM | Ag2r-La Mondiale          |
| 31-37   | LTS | Lotto Soudal              |
| 41-47   | TFS | Trek-Segafredo            |
| 51-57   | MOV | Movistar Team             |
| 61-67   | EFD | EF Education First–Drapac |
| 71-77   | AST | Astana Pro Team           |
| 81-87   | SUN | Team Sunweb               |
| 91-97   | SKY | Team Sky                  |
| 101-107 | UAE | UAE Team Emirates         |
| 111-117 | TBM | Bahrain-Merida            |
| 121-127 | KAT | Team Katusha-Alpecin      |

| Numery  | Kod | Drużyna                      |
| ------- | --- | ---------------------------- |
| 131-137 | DDD | Dimension Data               |
| 141-147 | TLJ | Team LottoNL-Jumbo           |
| 151-157 | BOH | Bora-Hansgrohe               |
| 161-167 | MTS | Mitchelton-Scott             |
| 171-177 | VWC | Veranda’s Willems-Crelan     |
| 181-187 | WGG | Wanty-Groupe Gobert          |
| 191-197 | DEN | Direct Énergie               |
| 201-207 | COF | Cofidis                      |
| 211-217 | ABS | Aqua Blue Sport              |
| 221-227 | SVB | Sport Vlaanderen–Baloise     |
| 231-237 | WVA | WB Aqua Protect Veranclassic |
| 241-247 | ICA | Israel Cycling Academy       |

## Klasyfikacja generalna
| M-ce | Imię i nazwisko      | Kraj     | Drużyna                   | Czas       |
| ---- | -------------------- | -------- | ------------------------- | ---------- |
| 1.   | Yves Lampaert        | Belgia   | Quick-Step Floors         | 4h 09' 40" |
| 2.   | Mike Teunissen       | Holandia | Team Sunweb               | + 2"       |
| 3.   | Sep Vanmarcke        | Belgia   | EF Education First–Drapac | + 2"       |
| 4.   | Edvald Boasson Hagen | Norwegia | Dimension Data            | + 2"       |
| 5.   | Mads Pedersen        | Dania    | Trek-Segafredo            | + 2"       |
| 6.   | Zdeněk Štybar        | Czechy   | Quick-Step Floors         | + 29"      |
| 7.   | Tiesj Benoot         | Belgia   | Lotto Soudal              | + 30"      |
| 8.   | Greg Van Avermaet    | Belgia   | BMC Racing Team           | + 59"      |
| 9.   | Niki Terpstra        | Holandia | Quick-Step Floors         | + 59"      |
| 10.  | Jasper Stuyven       | Belgia   | Trek-Segafredo            | + 59"      |
|      |                      |          |                           |            |
| 61.  | Łukasz Wiśniowski    | Polska   | Team Sky                  | + 6' 47"   |
| DNF  | Maciej Bodnar        | Polska   | Bora-Hansgrohe            | –          |